# 21729 Kimrichards
A 21729 Kimrichards (ideiglenes jelöléssel 1999 RE137) a Naprendszer kisbolygóövében található aszteroida. A LINEAR projekt keretében fedezték fel 1999. szeptember 9-én.